# Darion
Darion (en wallon Derion) est une section de la commune belge de Geer située en Région wallonne dans la province de Liège.
Haut lieu de la Culture rubanée en Hesbaye liégeoise.
C'était une commune à part entière avant la fusion des communes de 1977.
Code postal : 4253

## Démographie
- Sources:INS, Rem:1831 jusqu'en 1970=recensements, 1976= nombre d'habitants au 31 décembre